# Música copyleft

Símbolo internacional de licencias Copyleft.

Desde hace algunos años y coincidiendo con el reconocimiento de Internet como nuevo medio de distribución de contenidos culturales, estamos asistiendo al nacimiento de nuevos modelos de protección de los derechos de autor, como son las licencias abiertas o copyleft, aquellas en las que el propio autor establece las limitaciones para la reproducción, distribución, difusión y copia de su obra, mediante un contrato propio o bien basado en los contratos pro-forma disponibles en sitios como Creative Commons o Coloriuris, por citar algunos.
Se trata de la autoedición y la gestión autónoma que el creador intelectual hace de sus obras aprovechando el enorme potencial de difusión que tiene internet.
Esto ha generado una nueva forma de entender la retribución a los autores por los derechos derivados de su obra y un nuevo modelo de negocio simbiótico que beneficia a todas las partes que intervienen en el mismo, tanto a las redes sociales que operan en Internet, como a los músicos y a los usuarios de la Red.
Por un lado las denominadas redes sociales (tipo Youtube o Myspace por citar algunas) obtienen contenidos para sus plataformas en Internet de forma gratuita, los músicos disponen de un medio de marketing donde dar a conocer sus composiciones e interpretaciones llegando a millones de personas (solo myspace.com tiene100 millones de usuarios) y los usuarios acceden a la música de forma gratuita.

## Beneficios
Es indudable que nadie se embarca en una inversión para no obtener un beneficio a cambio, entendiendo la creación intelectual como una inversión de tiempo y el tiempo sabemos que en casos como éste, es dinero. En el modelo de negocio que hemos descrito, los sitios web obtienen un beneficio de la publicidad que cuelga de sus páginas y los músicos de los seguidores que consiguen a través de ellas y que acudirán a sus conciertos pagando la entrada. Por ello decimos que es un modelo de negocio basado en la simbiosis.

### Para los Músicos
Gestión autónoma. Posibilidad de elegir y cambiar de asesores y de gestores siempre que se desee, frente a la gestión colectiva que exige la sumisión a la disciplina de las Entidades de Gestión y las decisiones de su Junta Directiva. Se podría comparar a un músico que trabaja con licencias copyleft frente a otro afiliado a una Entidad de Gestión colectiva, con un trabajador autónomo frente a un trabajador por cuenta ajena.
Escoger licencias copyleft para proteger sus creaciones, supone para un músico no perder el control de los derechos que genere su obra, lo que si ocurre cuando un autor se afilia a una Entidad de Gestión, siendo ésta la que pasa a ostentar la titularidad de sus derechos en todos los conceptos. El músico copyleft controla y gestiona de forma autónoma las tarifas y tasas de sus derechos de autor con plena libertad, frente a la tasación colectiva por una entidad de Gestión, que nunca tendrá en cuenta los intereses particulares de cada músico.

Negociación directa con terceros interesados en su repertorio, eliminado los costes de los intermediarios, lo que redundará en un mayor beneficio para el autor y una mejor oferta para el interesado.
Simplificación de los trámites para la contratación del artista en conciertos y otros actos públicos, lo que acaba con la burocracia que imponen las entidades de Gestión en este tipo de trámites.
Esta mejora sustancial que agiliza la contratación impulsa la celebración de más conciertos, que es donde realmente los artistas (tanto copyright como copyleft) obtienen un beneficio y la única expresión artística que no se puede piratear (refiriéndonos al acto del concierto no a su videoclip)
Hoy en día es perfectamente viable conseguir el repertorio para celebrar un concierto de música copyleft a través de negociaciones en línea, con todo lo que supone tanto en ahorro de tiempo como en costes.

### Para los usuarios de repertorios de música copyleft
La mayoría de las licencias abiertas que usan los artistas copyleft no prohíben la reproducción ni la copia siempre que no exista ánimo de lucro. La única condición es que los créditos de su autoría o interpretación se citen en el medio o local donde se realice tal reproducción.
Una diferencia fundamental con los músicos copyright es que los músicos copyleft no quieren el pago de un canon por copia privada, con lo que el ahorro para todos los consumidores se traduce en un montante de millones de euros. sabemos que ahora las Entidades de Gestión están ingresando el canon que genera la música de más de cuatro millones de autores y artistas copyleft y esto es algo que debe solucionarse.
Con las licencias copyleft, los usuarios disponen de música para ambientar su negocio (páginas web, restaurantes, gimnasios, etc.) de forma gratuita, aunque ayudando a la promoción de los músicos al dar a conocer su autoría.
Para los locales con ambientación musical (cafeterías, restaurantes, etc) supondrá un ahorro en sus costes al no tener que pagar tarifas por comunicación pública a las entidades de gestión. Al no repercutir estos costes a sus clientes pueden ofrecer precios más económicos y competitivos.
En los locales donde se celebran eventos con música en directo o discotecas móviles con repertorio copyleft, como bodas, además de ahorrarse el trámite administrativo previo con las Entidades de Gestión supone un ahorro en los costes que igualmente pueden repercutir en sus tarifas, de nuevo con la ventaja competitiva que esto supone respecto a los locales que amenizan estos eventos con música copyright.
Para la celebración de conciertos la contratación de artistas copyleft frente a artistas asociados a entidades de Gestión, como la SGAE, las ventajas son similares a las anteriores.
El número de artistas que autogestionan sus obras de forma autónoma mediante este tipo de licencia está incrementando y en los últimos meses varios artistas conocidos que venían protegiendo sus derechos con el modelo copyright, gestionan sus nuevas creaciones con licencias copyleft, como es el caso de Radiohead o Madonna, entre otros. Otros músicos copyleft, como es el caso de Maria Schneider, han sido galardonados con un Grammy sin haber vendido una sola copia en una tienda.
En definitiva, nos encontramos ante un modelo de distribución de la música más acorde con la era Internet y que está comenzando a sustituir al sistema tradicional de gestión colectiva de derechos de autor. Un modelo de distribución al que el músico accede de forma inmediata, sin obstáculos.

## Conciertos de Música Copyleft
Celebrar conciertos de música Copyleft, tiene muchas ventajas. Aquí explicamos las principales y como contratar a los músicos que protegen sus creaciones con licencias libres.

Los conciertos en directo son una de las principales herramientas de marketing y promoción para los músicos. La química que se percibe en los conciertos entre los fanes y los artistas es imposible de reproducir en ningún soporte físico. Por eso los conciertos en directo fueron la primera forma de difusión de la cultura musical y siguen siendo la forma idónea que tienen los músicos de transmitir su creación intelectual conectando simultáneamente con sus seguidores.
Por otro lado, es donde realmente los músicos obtienen su mayor beneficio. Los músicos que están registrados en Entidades de gestión colectiva, que denominaremos "copyright", pueden obtener unos ingresos que oscilan entre el 50 y el 70% del importe bruto de la recaudación por la venta de las entradas. En otras ocasiones el sistema de remuneración al artista lo fija éste, cuando tienen establecido su "caché", es decir un precio tasado por actuación. Además suelen exigir una serie de condiciones (alojamiento, seguridad, etc), algunas de lo más raras.
Los músicos copyleft, aquellos que gestionan los derechos de propiedad intelectual de sus creaciones e interpretaciones, negocian directamente su "caché", con lo que este puede ser muy bajo si se trata de un artista o grupo nuevo que lo que quiere es principalmente darse a conocer.
Por tanto dos son las modalidades de contratación de músicos para los conciertos y espectáculos.

### Conciertos con Música Copyleft
Músicos autónomos que gestionan los derechos de sus composiciones y/o interpretaciones bajo licencias abiertas, conocidas como Copyleft. En este caso la contratación y el pago de los derechos se negocia directamente con el músico/músicos o con su representante. El trámite burocrático que requiere de la contratación se agiliza mucho en relación con el que hay que seguir para contratar músicos afiliados a la SGAE, con la ventaja de que la tarifa por comunicación pública de las entidades de Gestión no existe en estos casos. Estos son los trámites a seguir:
- Contactar con el músico/músicos que hemos seleccionado para actuar en el concierto/espectáculo para llegar a un acuerdo económico. Actualmente existen buenos músicos copyleft en todas las categorías de música.

- Obtener un certificado del músico o grupo que va a actuar en el concierto o evento en el que declare, básicamente, que no está ni ha estado afiliado a ninguna entidad de gestión colectiva de derechos de propiedad intelectual.

Siempre que se celebre un concierto o espectáculo con música o músicos copyleft aconsejamos poner en conocimiento de la SGAE en forma fehaciente (burofax, etc) la celebración de este concierto dejando claro que se trata de músicos copyleft no afiliados a entidades de gestión colectiva, lo que evitará la presencia imprevista en el mismo de inspectores de esa Entidad.

### Ventajas del uso/contratación de música copyleft
Dos son las ventajas principales del uso y/o contratación de música copyelft:
- Ahorro del pago de la tarifa a Entidades de gestión colectiva (SGAE, AIE y AGEDI)
- Negociación directa con el músico/s, sin intermediarios.

### Sentencias desestimando reclamaciones de SGAE
Existen varias sentencias que han desestimado las reclamaciones de la SGAE por el pago de tarifas por el uso o contratación en conciertos de música copyleft. Puedes consultarlas haciendo clic aquí. De la Cueva, Javier (26 de noviembre de 2011). «Resoluciones judiciales sobre el uso de Música Copyleft». Fundación Copyleft. Archivado desde el original el 10 de febrero de 2013. Consultado el 1 de enero de 2013.

### Como proteger tu Música con Licencias Copyleft
La música, como creación intelectual, siempre será un producto cuya calidad dependerá de la capacidad de creatividad de su autor y/o de las facultades de su intérprete. Pero la forma de comunicarla, difundirla, distribuirla, gestionarla y protegerla, está sometida a una continua evolución, paralela a la de la propia sociedad que la consume y por tanto debe adaptarse a su entorno.
Y dentro de esta evolución desde hace unos años los modelos denominados copyleft son una clara alternativa al control de los derechos de autor por las Entidades de Gestión.
Música Copyleft no significa música desprotegida.